# Parafia św. Mateusza w Górznie
Parafia Świętego Mateusza w Górznie – parafia rzymskokatolicka, znajdująca się w diecezji kaliskiej, w dekanacie Raszków.